# 41. Jahrhundert v. Chr.
Portal Geschichte | Portal Biografien | Aktuelle Ereignisse | Jahreskalender | Tagesartikel

◄ |
6. Jt. v. Chr. |
5. Jahrtausend v. Chr. | 4. Jt. v. Chr.  ►

◄ |
43. Jh. v. Chr. |
42. Jh. v. Chr. |
41. Jahrhundert v. Chr. |
40. Jh. v. Chr. |
39. Jh. v. Chr. |
►
Das 41. Jahrhundert v. Chr. begann am 1. Januar 4100 v. Chr. und endete am 31. Dezember 4001 v. Chr. Dies entspricht dem Zeitraum 6050 bis 5951 BP oder dem Intervall  5269 bis 5192 Radiokohlenstoffjahre.

## Zeitrechnung
- 4026 v. Chr.:
  - Erschaffung Adams für die Zeugen Jehovas.[1]
- 4004 v. Chr.:
  - Die Erschaffung des Universums erfolgte laut dem Ussher-Lightfoot-Kalender am Samstag den  22. Oktober bei Einbruch der Dunkelheit (Julianischer Kalender). Im Gregorianischen Kalender entspricht dies dem 20. September 4003 v. Chr. Die von James Ussher angestellten Berechnungen beruhen auf dem Alten Testament.

## Zeitalter/Epoche
- Spätes Atlantikum (AT3), Übergang von Unterstufe I (4550 bis 4050 v. Chr.) zu Unterstufe II (4050 bis 3710 v. Chr.), mit erneut ansteigenden Wasserständen.
- Jungneolithikum in Mitteleuropa.

## Entwicklungen, Erfindungen und Entdeckungen

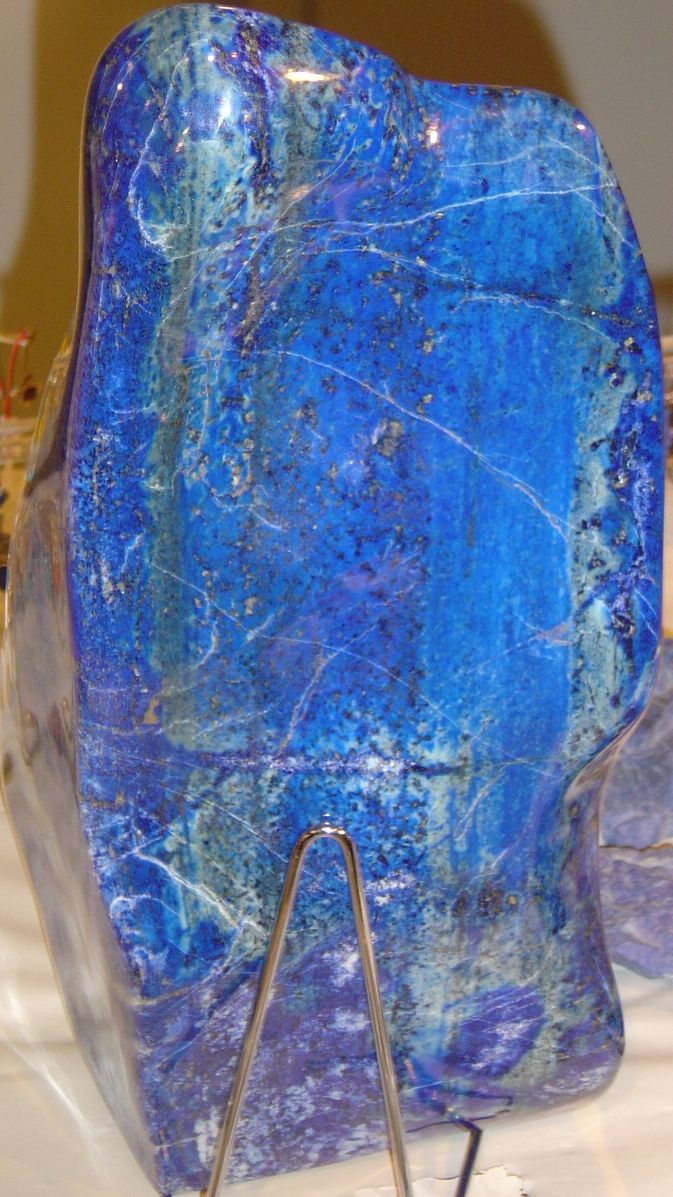
Lapislazuli

- Anbau von Sorghumhirsen und Reis im Sudan.
- Erstmals tauchen in Ägypten gegen 4000 v. Chr. Nägel aus Kupfer auf.[2]
- Erste städtische Behausungen in Ur und Uruk (Sumer) sowie in Tell Hamoukar (Syrien).
- Entwicklung des Webstuhls im Irak.
- In Ur wird Lapislazuli eingeführt.

## Ereignisse
- Um 4000 v. Chr.:
  - Auf dem Indischen Subkontinent mit Rehman Dheri Gründung der ersten befestigten Stadt.
  - In der Höhle von Baume de Fontbrégoua im Département Var in Frankreich finden sich Indizien für Kannibalismus.

## Archäologische Kulturen

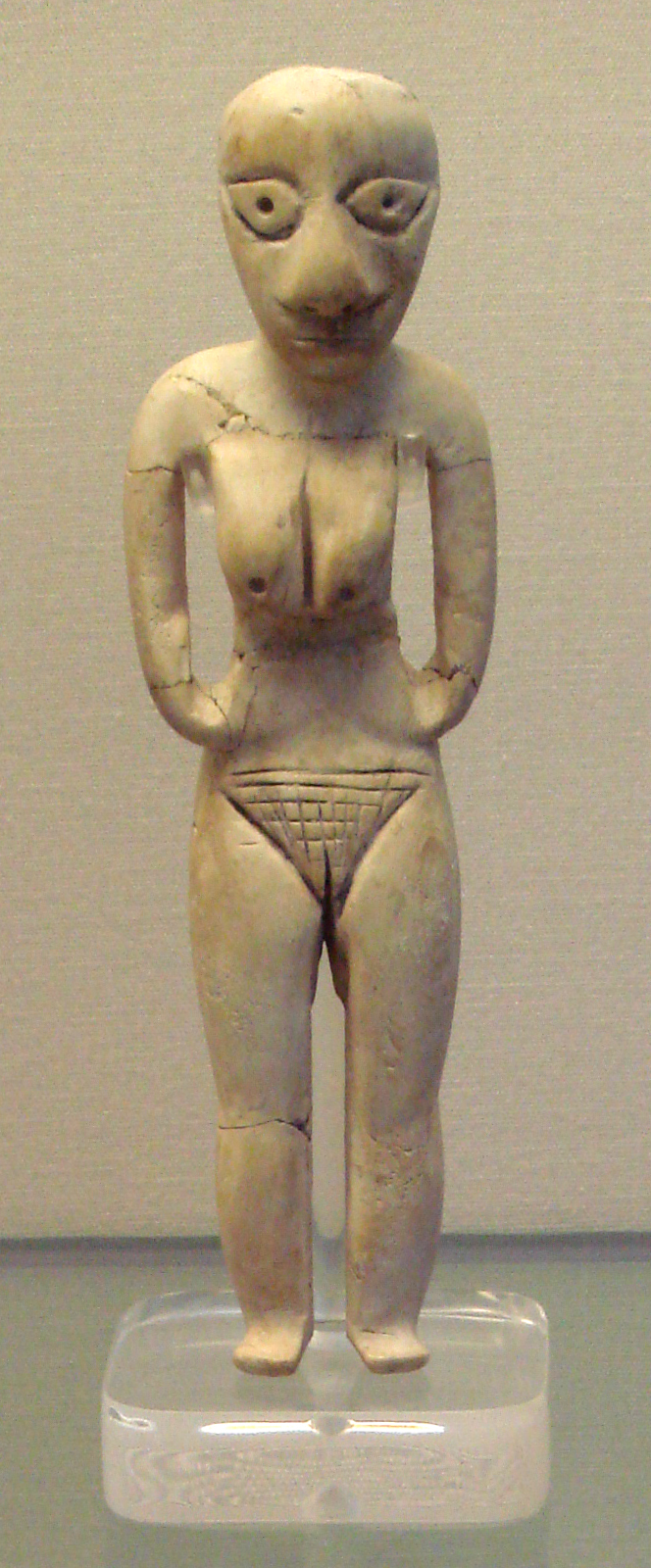
Frauenstatuette aus Nilpferd-Elfenbein, Badari-Kultur, ca. 4000 v. Chr.

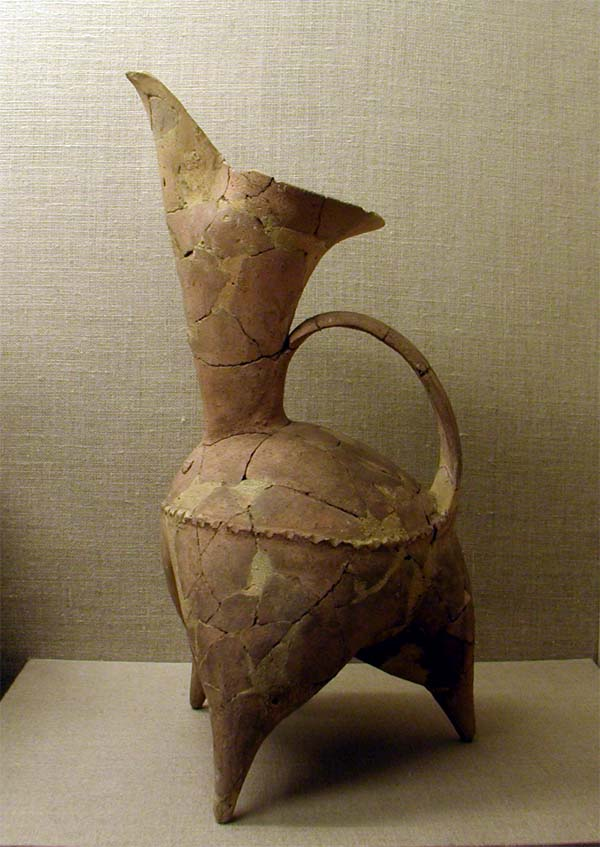
Gui der Dawenkou-Kultur

### Kulturen in Nordafrika
- Tenerium (5200 bis 2500 v. Chr.) in der Ténéré-Wüste mit Fundstätte Gobero.

### Kulturen in Ägypten
- Die Badari-Kultur  (4400 bis 4000 v. Chr.)  verschwindet am Ende des 41. Jahrhunderts
- Blütezeit der Naqada-Kultur in Oberägypten (Naqada I – 4500 bis 3500 v. Chr.)

### Kulturen in Mesopotamien und im Nahen Osten
- Sumer: Übergangsphase von der Obed-Zeit (LC-1 bzw. Uruk XVI bis Uruk XIV) zur Frühen Uruk-Zeit (frühes LC-2 bzw. Uruk XII).
- Obed-Kultur in Mesopotamien (5500 bis etwa 3500 v. Chr.) – Obed III
- Uruk-Zeit (ab 4000 bis 3100/3000 v. Chr.), mit Übergangsphase ab 4200 v. Chr.
- Ninive (ab 6500 v. Chr.) im Norden Mesopotamiens – Ninive 3
- Tappe Sialk (6000 bis 2500 v. Chr.) im Iran – Sialk III
- Amuq (6000 bis 2900 v. Chr.) in der Türkei – Amuq  E
- Mersin (5400 bis 2900 v. Chr.) in Anatolien – Mersin 24-15
- Eridu (ab 5300 bis ca. 1950 v. Chr.) in Mesopotamien – Eridu 19-9
- Tappa Gaura (5000 bis 1500 v. Chr.) im Norden Mesopotamiens – Tappa Gaura 20-12 bzw. XI bis Xa
- Susa (ab 4000 v. Chr.) im Iran – Susa I[3]
- Tell Hammam et-Turkman  in Syrien – Va/Vb

### Kulturen in Ostasien
- China:
  - Dadiwan-Kultur (5800 bis 3000 v. Chr.), oberer Gelber Fluss
  - Yangshao-Kultur (5000 bis 2000 v. Chr.), Zentral- und Nordchina
  - Hongshan-Kultur (4700 bis 2900 v. Chr.), Nordostchina
  - Daxi-Kultur (4400 bis 3300 v. Chr.), mittlerer Jangtsekiang
  - Beginn der Dawenkou-Kultur (4100 bis 2600 v. Chr.), entlang Gelbem Meer.
- Korea:
  - Frühe Jeulmun-Zeit (6000 bis 3500 v. Chr.).
- Japan:
  - Jōmon-Zeit (10000 bis 300 v. Chr.) – die Frühste Jōmon-Zeit – Jōmon II (8000 bis 4000 v. Chr.) – geht zu Ende.

### Kulturen in Europa
- Nordosteuropa:
  - Memel-Kultur (7000 bis 3000 v. Chr.) in Polen, Litauen und Belarus
  - Grübchenkeramische Kultur (4200 bis 2000 v. Chr. – Radiokarbondatierung: 5600 bis 2300 v. Chr.)
  - Narva-Kultur (5300 bis 1750 v. Chr.) in Estland, Lettland und Litauen
- Osteuropa:
  - Kurgan-Kulturen (5000 bis 3000 v. Chr.) in Kasachstan und Osteuropa (Russland, Ukraine)
- Südosteuropa:
  - Cucuteni-Kultur (4800 bis 3200 v. Chr.): Frühe Phase A/B (4200 bis 4000 v. Chr.)
  - Gumelniţa-Kultur (4700 bis 3700 v. Chr.): Phase Gumelniţa A2 (4500 bis 3950 v. Chr.)
  - Die Warna-Kultur (4400 bis 4100 v. Chr.) in Bulgarien verschwindet zu Beginn des Jahrhunderts.
  - Boian-Kultur in Rumänien und Bulgarien (4300 bis 3500 v. Chr.) – Phase III – Vidra-Phase, 4100–4000 v. Chr.
- Mitteleuropa (Jungneolithikum – 4400 bis 3500 v. Chr.):
  - Lengyel-Kultur (4900 bis 3950 v. Chr.) in Ungarn, Österreich und Tschechien
  - Tiszapolgár-Kultur (4500 bis 4000 v. Chr.) in Ungarn und in der Slowakei
  - Rössener Kultur – 4500/4300 bis 3500 v. Chr. in Ostdeutschland
  - Gaterslebener Kultur – 4300 bis 3900 v. Chr. in Ostdeutschland
  - Jordansmühler Kultur (4300 bis 3900 v. Chr.) im östlichen Mitteleuropa
  - Aichbühler Gruppe (4200 bis 4000 v. Chr.) in Süddeutschland
  - Schussenrieder Gruppe (4200 bis 3700 v. Chr.) in Südwestdeutschland
  - Baalberger Kultur (4200 bis 3100 v. Chr.) in Mitteldeutschland
  - Trichterbecherkultur (4200 bis 2800 v. Chr.) im nördlichen Mitteleuropa
- Westeuropa:
  - Chassey-Lagozza-Cortaillod-Kultur (4600 bis 2400 v. Chr.) in Frankreich, Schweiz und Italien
  - Megalithkulturen:
    - Frankreich (4700 bis 2000 v. Chr.)
    - Malta: Beginn der Żebbuġ-Phase (4100–3800 v. Chr.) mit dem Brochtorff Circle
- Nord- und Mesoamerika:
  - Archaische Periode.
  - Coxcatlán-Phase (5000–3400 v. Chr.) in Tehuacán (Mexiko)
- Südamerika:
  - Chinchorro-Kultur (7020 bis 1500 v. Chr.) in Nordchile und Südperu.
  - Mittlere Präkeramik (7000 bis 4000 v. Chr.) im Norden Chiles. Unterstufen Alto Barranco und Alto Aguada entlang der Pazifikküste und Rinconada im Hinterland.